# إكسامتر
إكسامتر وحدة لقياس الأطوال و المسافات الكبيرة مثل المسافات في الفضاء. يرمز له في نظام الوحدات الدولي بالرمز Em.